# Godean
Godean is een bestuurslaag in het regentschap Nganjuk van de provincie Oost-Java, Indonesië. Godean telt 2781 inwoners (volkstelling 2010).